# Camponotus amamianus
Camponotus amamianus (лат.) — вид муравьёв рода Camponotus из подсемейства формицины (Formicinae).

## Распространение
Южная Корея, Япония.

## Описание
Муравьи с полиморфной кастой рабочих (включая солдат).Крупные рабочие до 1 см. От близких видов подрода Paramyrmamblys (Camponotus kiusiuensis) отличаются окраской: тело чёрное, блестящее, ноги коричневато-чёрные; в профиль задний край проподеума округлый. Клипеус спереди с выемкой или вырезкой. Мезосома выпуклая с 15 или менее отстоящими волосками. Усики длинные, у самок и рабочих 12-члениковые. Жвалы рабочих с 4-5 зубцами. Нижнечелюстные щупики 6-члениковые, нижнегубные щупики состоят из 4 сегментов. Стебелёк между грудкой и брюшком состоит из одного сегмента (петиоль). Вид был впервые описан в 1991 году, а его валидный статус был подтверждён в ходе ревизии, проведённой в 1999 году японским мирмекологом Мамору Тераямой (Laboratory of Applied Entomology, Division of Agriculture and Agricultural Life Sciences, Токийский университет, Токио, Япония).